# モントセラト料理
モントセラト料理（モントセラトりょうり）では、モントセラトの伝統的な料理について述べる。
モントセラトはイギリス領の島で西インド諸島に属することから、一般的なイギリス料理やカリブ海料理に似ている。魚介類や鶏肉などのあっさりとした肉が使われ、その多くは直火焼き・オーブン焼き・揚げ物として調理される。スペイン料理・フランス料理・アフリカ料理・インド料理を含む複数文化の料理が融合している。

## 国民食
モントセラトではゴートウォーターといわれるヤギ肉のシチューが食べられており、 ロールパンとあわせて出される。アイルランドのシチューに似ており、パンや米などさまざまな食べ物と一緒に出される。

## その他の料理
- 塩漬け魚（英語版）
- マウンテン・チキン：実際には鶏肉ではなく大型のカエル（Leptodactylus fallax。和名はない[3]）の脚を利用。ただし2012年時点でこのカエルは絶滅が危惧されている[3]。
- かぼちゃスープ（英語版）
- フィッシュケーキ（塩味）
- ダックナ
- キャッサバパン
- マフィン（「ジョニー・ケーキ」としても知られる）